# Ајзенбах (Горњи Шварцвалд)
Ајзенбах (њем. Eisenbach) општина је у њемачкој савезној држави Баден-Виртемберг. Једно је од 50 општинских средишта округа Брајсгау-Хохшварцвалд. Према процјени из 2010. у општини је живјело 2.190 становника. Посједује регионалну шифру (AGS) 8315031.

## Географски и демографски подаци
Ајзенбах се налази у савезној држави Баден-Виртемберг у округу Брајсгау-Хохшварцвалд. Општина се налази на надморској висини од 944 метра. Површина општине износи 28,8 km². У самом мјесту је, према процјени из 2010. године, живјело 2.190 становника. Просјечна густина становништва износи 76 становника/km².